# کریستین گوانکا
کریستین گوانکا (انگلیسی: Cristian Guanca؛ زادهٔ ۲۶ مارس ۱۹۹۳) بازیکن فوتبال اهل آرژانتین است.
از باشگاه‌هایی که در آن بازی کرده‌است می‌توان به اشاره کرد.